# جورج برنارد رینولدز
جورج برنارد رینولدز (انگلیسی: George Bernard Reynolds; ۵ آوریل ۱۸۵۳ – ۲۳ فوریهٔ ۱۹۲۵) گردشگر و زمین‌شناس] بریتانیایی بود که نقش مهمی در توسعه صنعت نفت ایران در سال ۱۹۰۸ و همچنین ونزوئلا در سال ۱۹۲۲ داشت. نام او اغلب با ویلیام ناکس دارسی، کارآفرین انگلیسی که از دولت ایران امتیازی برای اکتشاف و استخراج نفت در ایران گرفت، همراه است.

## زندگی شخصی
رینولدز در ۵ آوریل ۱۸۵۳ در ساسکس، انگلیس از یک پیشینه خانوادگی قابل توجه به دنیا آمد و پدرش جورج استوارت رینولدز به عنوان معاون دریاسالار در نیروی دریایی سلطنتی بریتانیا خدمت می‌کرد. مادر، الیزا سوزانا.
در سال ۱۸۷۳، او در کالج مهندسی سلطنتی هند در کوپرز هیل، ویندزور، مؤسسه‌ای که برای آموزش مهندسین برای خدمت در خدمات مدنی هند شناخته شده بود، شرکت کرد. در سال ۱۸۹۵ در انگلستان با لاوینیا جین بیکر ازدواج کرد.

## زندگی حرفه‌ای
او کار خود را در بخش وزارت کار هند بریتانیا، به‌ویژه در راه‌آهن دولتی، که در آن زمان عمدتاً زغال‌سنگ بود، آغاز کرد و در این سمت از سال ۱۸۷۵ تا ۱۸۹۷ خدمت کرد و در نهایت به سمت مهندس اجرایی و مدیر معدن دست یافت. پس از بازنشستگی از خدمات دولتی هند، او در چاه‌های نفت هلند در هند شرقی (اندونزی کنونی) کار کرد. در سال ۱۹۰۱، رینولدز توسط ویلیام ناکس دارسی برای مدیریت اکتشاف نفت در ایران استخدام شد.

## اکتشاف نفت در ایران
در سال ۱۹۰۱، دارسی از دودمان قاجار در ایران امتیازی برای اکتشاف نفت در این کشور دریافت کرد. رینولدز از نزدیک با دارسی کار کرد و در سال‌های اولیه شرکت نفت ایران و انگلیس نقش کلیدی ایفا کرد. یک تیم حفاری زیر نظر رینولدز به چیاه سرخ فرستاده شد و حفاری در پایان سال ۱۹۰۲ آغاز شد. او بررسی‌های زمین‌شناسی مهمی در ایران انجام داد که به شناسایی مناطق نفت‌خیز کمک کرد و همچنین توسعه منابع نفتی در ایران تأثیر بسزایی در صنعت نفت جهانی داشت.
حفاری در جنوب ایران در شاردین تا سال ۱۹۰۷ ادامه یافت، زمانی که جستجو به مسجدسلیمان، در مکانی به نام «میدون نفتون» تغییر یافت. حفاری در یک سایت در ژانویه ۱۹۰۸ و در دیگری در همان نزدیکی در مارس آغاز شد. در آوریل، بدون موفقیت، سرمایه‌گذاری در آستانه سقوط بود و دارسی که تقریباً ورشکست شده بود، با برمه تصمیم گرفت اکتشاف در ایران را کنار بگذارد. در اوایل ماه مه ۱۹۰۸، آنها تلگرافی را برای رینولدز ارسال کردند که در آن اظهار داشت که پول آنها تمام شده‌است و به او دستور دادند که «کار را متوقف کند، کارکنان را اخراج کند، هر چیزی را که ارزش حمل و نقل به ساحل برای ارسال مجدد دارد، برچیده کند و به خانه بازگردد». رینولدز با تأخیر در اجرای این دستورها و در یک شانس، کمی بعد در ۲۶ مه ۱۹۰۸ نفت را در عمق ۱٬۱۸۰ فوت (۳۶۰ متر) کشف کرد.
در حالی که امتیاز اولیه اغلب به دارسی نسبت داده می‌شود، رینولدز و کمک‌های او در جنبه‌های فنی و زمین‌شناسی صنعت نفت در ایران نادیده گرفته نمی‌شود. آنها هر دو چهره‌های محوری در تاریخ اولیه صنعت نفت ایران بودند که در نهایت به بخش مهمی از چشم‌انداز تولید نفت جهانی تبدیل شدند.